# Med flyg till sjunde himlen
Med flyg till sjunde himlen är en svensk musikalisk rapsodifilm regisserad av Ingvar Kolmodin  från 1949.

## Handling
Filmen är en musikalisk rapsodi. Ett ungt par flyger med musikaliska ledmotiv till olika platser runt jorden och från platserna som besöks spelas melodier i form av radioutsändningar med bilder från radiostudion.

## Om filmen
Filmen premiärvisades den 28 februari 1949. För foto och klippning svarade Adrian Bjurman.

## Rollista i urval
- Sven Arefeldt – sångare och pianist
- Brita Borg – sångerska
- Kjerstin Dellert – sångerska
- Lasse Krantz – sångare
- Carl Reinholdz – sångare
- Sune Engström – orkesterledare
- Georg Enders – pianosolist
- Åke Jelving – violinsolist
- Allan Hedberg – orkesterledare och gitarrist
- Sture Rundqvist – sångare
- Siv Larsson – sångerska
- Maj Larsson – sångerska
- Wilhelm Aring – flygresenär
- Folke Eriksberg – gitarrist i Allan Hedbergs Hawaiiensemble
- Gösta "Trappan" Hedén – trumslagare i Sune Waldimirs orkester

## Musik i filmen
- Med flyg till sjunde himlen, kompositör Rob. Robertson, text Lille, sång Lasse Krantz
- Tummelull, kompositör Rob. Robertson, text Lille, sång Kjerstin Dellert
- Violin d'amour, kompositör Rob. Robertson, framförs på violin av Åke Jelving
- Aloh, aloh, aloha (Jag sjöng en gång en sång), kompositör Rob. Robertson, text Lille, sång Sture Rundqvist, Siv Larsson och Maj Larsson
- Gunnar Vägmans vals (Jag har sett honom sitta bland unga invid dörren på hemgjord stol), kompositör Rob. Robertson, text Dan Andersson ur Kolvaktarens visor, sång Calle Reinholdz
- En kärleksnatt i Buenos Aires, kompositör Rob. Robertson, text Lille, sång Anders Börje
- April, kompositör Rob. Robertson, framförs på piano av Georg Enders
- Den första aningen, kompositör Rob. Robertson, text Lille, sång Brita Borg
- Åh, Madame, kompositör Rob. Robertson, text Lille och Karl-Ewert, sång och piano Sven Arefeldt